# レ (イタリア)
レ（イタリア語: Re）は、イタリア共和国ピエモンテ州ヴェルバーノ・クジオ・オッソラ県にある、人口約800人の基礎自治体（コムーネ）。
1494年にこの地で、授乳の聖母（Madonna del Latte）を描いたフレスコ画から血が流れる奇跡があったとされる。レにはこれを記念する大きな聖堂（Basilica della Madonna del Sangue）があり、巡礼地となっている。

## 名称
アルファベット2文字からなる、イタリアで最も短い名前のコムーネの1つである。同様に短いものには、ル（Lu、ピエモンテ州）、ロ（Ro、エミリア＝ロマーニャ州）、ネー（Ne、リグーリア州）、ヴォー（Vo'、ヴェネト州）がある。

## 地理

### 位置・広がり

#### 隣接コムーネ
隣接するコムーネは以下の通り。CH-TIは、スイス・ティチーノ州所属を示す。
- クラヴェッジャ
- マレスコ
- Onsernone (CH-TI)
- Centovalli (CH-TI)
- ヴァッレ・カンノビーナ (クルソロ＝オラッソ)
- ヴィッレッテ

## 行政

### 分離集落
レには、以下の分離集落（フラツィオーネ）がある。
Dissimo, Folsogno, Isella, Meis, Olgia, Ponte Ribellasca 